# Mohammed Yusuf
Mohammed Yusuf (Estado de Yobe, 29 de enero de 1970 – Maiduguri, 30 de julio de 2009), también conocido  como Ustaz Mohammed Yusuf fue un predicador radical islámico de Nigeria, fundador del grupo islamista militante Boko Haram en 2002. Oficialmente el grupo se llamó Jama'atu Ahlis Sunna Lidda'awati wal-Jihad (Personas comprometidas con la propagación de las enseñanzas del Profeta y la yihad) y Yusuf fue su dirigente espiritual hasta que fue ejecutado extrajudicialmente tras ser arrestado por la policía en julio de 2009.

## Biografía
Nacido en el pueblo de Girgir, en Jakusko, perteneciente al Yobe Estado, Nigeria, Yusuf recibió una educación rural. Su perfil, sin embargo, según los medios de comunicación, resultaba "un enigma". Según declaraciones de la población, era una persona educada en el contexto occidental, manejaba con fluidez el inglés y "conducía un Mercedes Benz".
Realiza estudios de Teología en la Universidad de Medina.[cita requerida] El joven predicador había inicialmente seguido las enseñanzas de un movimiento de inspiración wahabita aparecido en Nigeria en 1978: Jama’at Izalat al-Bida wa Iqamat al-Sunna (Sociedad para la erradicación de las innovaciones maléficas y el restablecimiento de la ortodoxia). Yusuf se va radicalizando y se sitúa en contra de la democracia parlamentaria de Nigeria, mientras que los Izala aceptan votar y apoyan a candidatos. Considera que este régimen es herencia de los colonizadores e importado por occidente. Hacia 2005 Mohamed Yusuf rompe con los Izala a quienes acusa de estar corrompidos por los dirigentes nigerianos. Por su parte los Izala repudian al líder de Boko Haram porque éste no tiene los diplomas establecidos por Arabia Saudí.
Yusuf creó una escuela coránica dirigida a jóvenes sin recursos en Maiduguri, en el noreste de Nigeria y erigió un complejo de edificios en el que también había una mezquita.
El grupo reclutaba especialmente a los "Almajirai", estudiantes coránicos itinerantes cuyas familias son demasiado pobres para darles educación. También recibía el apoyo de personas educadas que, desde el inicio de la década de 2000, creían que la educación occidental corrompe al islam tradicional. Yusuf, acusaba a los valores occidentales, introducidos por los colonos británicos, de ser responsables de los males que aquejan al país. Según el predicador, "un Estado laico no puede aplicar correctamente la ley islámica". Por tanto, su objetivo es establecer una república islámica en Nigeria. También denunciaba las injusticias sociales y la corrupción de los autoridades.
Según el International Crisis Group, se cree que BokoHaram nació en 2002, momento en el que Yusuf empieza a llamar la atención de las autoridades. El grupo que más tarde fue conocido con el nombre de Boko Haram por su oposición a cualquier forma de educación occidental, un sobrenombre dado por los autóctonos a partir de 2006 y posteriormente por los periodistas a partir de la gran confrontación que se produjo en 2009 en el que fue asesinado Yusuf. La escuela se convirtió en una herramienta para el reclutamiento de jóvenes inspirados por el ideal de crear un Estado basado en los valores islámicos integristas. Se hablaba de ellos como seguidores de Yusufiyya, o ideología Yusuf.
En 2003-2004 un grupo de yihadistas denominados los "talibanes de Nigeria" se suman a Yusuf.

### Muerte
En julio de 2009 tras varios días de combates, es arrestado en una operación militar en casa de sus suegros y transferido para ser custodiado por la policía nigeriana. La policía le ejecutó públicamente en el exterior del cuartel en Maiduguri. Otros 700 miembros del grupo de Yusuf son abatidos. Oficialmente también se explicó que le dispararon cuando intentaba escapar.
Le sucede Abubakar Shekau, su mano derecha y se produce una escalada de violencia. Tras la ejecución de Yusuf y con el liderazgo de Shekau, el grupo proclama la yihad.

## Vida personal
Yusuf dejó cuatro viudas y doce hijos, uno de ellos, Abu Mosab al-Barnawi que en 2016 se proclamó líder del Estado Islámico en África Occidental, una facción de Boko Haram que prestó juramento al Estado Islámico oponiéndose a Abubakar Shekau.